# Freddie Francis
Frederick William "Freddie" Francis BSC (n. 22 decembrie 1917, Londra, Regatul Unit al Marii Britanii și Irlandei – d. 17 martie 2007, Middlesex, Anglia, Regatul Unit) a fost un regizor englez și director de imagine.
A avut cele mai mari succese sale ca director de imagine, inclusiv câștigând două premii Oscar, pentru Sons and Lovers (1960) și Glory (1989). Ca regizor, el are un statut de idol din cauza asocierii sale cu companiile de producție britanice Amicus și Hammer Film Productions în anii 1960 și 1970.

## Filmografie selectivă

### Ca director de imagine
- Mine Own Executioner (1947)
- Room at the Top (1958)
- Sons and Lovers (1960)
- Never Take Sweets from a Stranger (1960)
- The Innocents (1961)
- The Elephant Man (1980)
- The French Lieutenant's Woman (1981)
- Dune (1984)
- Glory (1989)
- Cape Fear (1991)
- The Man in the Moon (1991)
- School Ties (1992)
- Rainbow (1996)
- The Straight Story (1999)

### Ca regizor
- The Evil of Frankenstein (Hammer, 1963)
- Traitor's Gate (1964)
- Nightmare (1964)
- Dr. Terror's House of Horrors (Amicus, 1965)
- The Skull (Amicus, 1965)
- The Psychopath (Amicus, 1966)
- The Deadly Bees (Amicus, 1967)
- "They Came From Beyond Space" (Amicus ProductionslAmicus, 1967)
- Torture Garden (Amicus, 1968)
- Dracula Has Risen from the Grave (Hammer, 1968)
- Trog (Herman Cohen Productions, 1970)
- "Mumsy, Nanny, Sonny and Girly" (Brigitte, Fitzroy Films Ltd, Ronald J. Kahn Productions, 1970)
- Tales From The Crypt (Amicus, 1972)
- The Creeping Flesh (Tigon, 1973)
- Tales That Witness Madness (World Film Services, 1973)
- Son of Dracula (1974)
- The Ghoul (1975 film) (Tyburn Film Productions, 1975)
- Legend of the Werewolf (Tyburn Film Productions, 1975)
- The Doctor and the Devils (Brooksfilms, 1985)

## Legături externe
- Freddie Francis la Internet Movie Database
- Freddie Francis biography on (re)Search my Trash